# Pigmeu (Marvel Comics)
Pigmeu (Eugene Judd) é um personagem de quadrinhos na Marvel Comics. Sua primeira aparição foi em Alpha Flight #1.

## História
Eugene nasceu em 1914 em Saskatoon, Saskatchewan. Ele passou anos viajando pelo mundo como um soldado da fortuna e trabalhando como um agente de inteligência, antes de se tornar um aventureiro profissional e ingressar Tropa Alfa. No início de sua carreira, Puck localiza a "Lâmina Negra de Raazer", uma lâmina mística que, sem o conhecimento de Judd, continha o espírito maligno dentro dela, o Razzer. Acidentalmente ele liberou Raazer, a única forma de derrota-lo foi absorver o espírito em seu corpo. Isto que faz com que ele fosse reduzido a metade do tamanho, embora ele reteve toda a força e agilidade do espírito, além de impedir seu envelhecimento.
Quando James MacDonald Hudson, o Guardião, criou a primeira Tropa Alfa, Judd foi convidado a se juntar à equipe, lá ele criou o codinome "Pigmeu". O nome foi uma alusão tanto à sua velocidade e seu tamanho, bem como uma referência para o anão de Shakespeare em "Sonho de Uma Noite de Verão". Pigmeu atuou em uma série de encarnações da Tropa Alfa, e também foi mentor na Tropa Beta.
O espírito de Raazer conseguiu sair do corpo de Pigmeu em várias ocasiões, embora Judd sempre conseguiu absorver o espírito novamente. Toda vez que o espírito saia, Pigmeu tinha o seu tamanho e idade voltados ao normal. Como isso aconteceu em uma idade avançada, Pigmeu se tornava um homem idoso durante as separações. Após a recaptura de Raazer, Pigmeu voltava ao seu tamanho de anão, e retorna para a idade que ele tinha quando absorveu o espírito.
Durante seu tempo com a Tropa Alfa, ele encontra uma nova cidade no fundo do Círculo Polar Ártico. Lá, sua equipe juntamente com os X-Men descobrem uma fonte mística. Vários seres humanos associados com os X-Men ganharam vastos poderes através da fonte. Pigmeu foi curado de seu nanismo por Madelyne Pryor. Pouco tempo depois, o grupo descobriu que os poderes tiveram um preço alto demais para suportar, como, por exemplo, a perda da criatividade e as mortes de alguns membros. Incluindo Shaman, amigo de Pigmeu. Mais tarde, eles descobrem que Loki, o deus da trapaça na mitologia nórdica, estava por trás de tudo isso. Ele acaba sendo convencido a remover todos os efeitos do poço, que, infelizmente, inclui nova altura Pigmeu. Um balão de pensamento indica que a dor associada com o seu nanismo era agora pior do que nunca.
Mais tarde ele começou um romance com Heather Hudson. Algum tempo depois ele encontra os Vingadores. Algum tempo depois, Raazer consegue se libertar do corpo de Judd, fazendo Pigmeu retornar ao seu tamanho normal e idade real. Puck é teleportado para o Tibete por Loki, e decide abandonar sua vida anterior. Puck se envolveu em uma batalha entre o Tibete e a China. Pigmeu, recebe poderes sobre-humanos e se tornou um anão novamente. Ele reencontra a Tropa Alfa.
Algum tempo depois, Judd é visto junto com membros da Tropa Alfa, deixando a Terra com uma nave cheia de ovos Plodex, a intenção da Tropa era levar os ovos para o seu planeta natal. Nesse meio tempo, a versão antiga da Tropa Alfa viajou para o presente, e assumiu o posto da Tropa que partiu.
Durante a batalha contra o Coletivo vários membros da tropa morreram, entre os mortos estavam Pigmeu (Eugene Judd), Major Mapleleaf, Vindicator, Shaman e sua filha, Zuzha Yu. Sua morte foi confirmada em Wolverine v4 #2, quando Logan vai para o inferno e encontra Judd, lá eles fazem uma rebelião e derrotam o Diabo. Na fuga, Pigmeu caiu nas paredes do inferno e não conseguiu escapar junto com Wolverine. Embora ele tenha ficado, Judd conseguiu pegar a espada do Diabo e se tornar o governante do inferno.

## Poderes e habilidades
Originalmente, o Pigmeu não tinha poderes sobre-humanos. Depois de um encontro com o Mestre do Mundo, seu corpo foi sujeito a manipulação genética de sua estrutura celular, assim Judd começou a possuir grau de força sobre-humana, velocidade e resistência a lesões.

## Outras mídias

### Desenhos animados
- Em X-Men: Animated Series, Pigmeu aparece junto com a Tropa Alfa em alguns episódios centrados em Wolverine.[2]